# Мемхес, Аркадий
Аркадий Мемхес (9 мая 1936, Ленинград — 17 июня 2007, Сент-Пол) — советский джазовый пианист и саксофонист.

## Биография
Был членом правления ленинградского «Д-58» — первого джаз-клуба в СССР. Джазовый ансамбль Аркадия Мемхеса базировался в Гипрогоре.
С августа 1992 г. жил в городе Сент-Пол (штат Миннесота). Похоронен в Сент-Поле.

У Аркадия был безупречный вкус, он обладал прекрасным чувством свинга. Он сумел развить это чувство во мне, был неплохим пианистом. Во всяком случае, сам играл с адским свингом. Обращал внимание именно на чувство свинга… многие прелести свинга открыл мне именно он. И сам порой просто великолепно играл…— Давид Голощёкин